# احمد زنگنه (نظامی)
احمد زنگنه (متولد ۱۲۸۳ در تهران-؟) یک نظامی اهل ایران بود که در دوران پهلوی اول و دوم با درجۀ‌ سرتیپی در ارتش شاهنشاهی ایران فعالیت می‌کرد. او به سبب نقشی که در نوسازی ارتش ایران و عملیات‌های آن داشت شناخته شده‌است.

## زندگی
احمد زنگنه در سال ۱۲۸۳ در تهران به دنیا آمد. او تحصیلات خود را در دبستان علمیه و دبیرستان دارالفنون به پایان برد، سپس به فرانسه رفت و پس از گذراندن دورهٔ دانشکدهٔ افسری فرانسه به تهران آمد و تا پایان دورهٔ خدمت خود عهده‌دار مشاغل مختلفی بود.
احمد زنگنه در زمان تشکیل حکومت فرقه دموکرات آذربایجان فرماندهی تیپ رضائیه را به عهده داشت. او پس از حمله همزمان اعضای فرقه دموکرات، مهاجرین قفقازی، اعضای کومله و ارتش شوروی به رضائیه شکست خورده و دستگیر، سپس در دادگاه صحرایی محاکمه و به اعدام محکوم شد.
زنگنه و سرهنگ علی اکبر نوربخش فرمانده ژاندارمری رضائیه برای محاکمه به تبریز اعزام شدند. در این موقع عباسعلی پنبه‌ای با این دو زندانی ملاقات و به آنها قول تلاش برای آزادی آنها می‌دهد. موضوع معاوضه این دو نفر با زندانیان زندان تهران که در درگیری‌های شهریور ۱۳۲۰ بین مالکین و روستائیان دستگیر و برخی اعدام شده بودند در کمیته مرکزی فرقه توسط پنبه‌ای مطرح گردید و تصویب شد. دادگاه تبریز این دو نفر را پس از صدور حکم اعدام، به ده سال زندان محکوم نمود. پس از آن معاوضه صورت گرفته و سرهنگ زنگنه و سرهنگ درخشانی بعدها پس از اعزام به تهران توسط محمد رضا پهلوی در تاریخ ۱۹ تیر ۱۳۲۵ آزاد گردیدند.

## آثار
- «قوانین تیر توپخانه»
- «اسلحه‌شناسی توپخانه»
- «توپخانهٔ عمومی»
- توپخانه، ترجمۀ احمد زنگنه، ‏‫طهران‬‏‫: انتشارات مدرسه نظام‬‏‫، ۱۳۱۳؛ ‏‫۵۸ ص.
- زن‍گ‍ن‍ه‌، اح‍م‍د، خ‍اطرات‍ی‌ از م‍أم‍وری‍ت‌ه‍ای‌ م‍ن‌ در آذرب‍ای‍ج‍ان‌ (از ش‍ه‍ری‍ور ۱۳۲۰ ت‍ا دی‌ م‍اه‌ ۱۳۲۵)، ب‍ی‌ج‍ا: بی‌نا، ۱۳۵۳، چاپ دوم: تهران: شرق‏‫، ۱۳۵۵؛ ۱۸۵ ص.